# Mephisto (luchador)
Mephisto (10 de diciembre de 1968) es un luchador profesional mexicano que actualmente lucha para el Consejo Mundial de Lucha Libre, donde fue Campeón Mundial Wélter de la NWA.
Mephisto ha sido 3 veces campeón wélter, al haber obtenido el Campeonato Nacional Wélter, el Campeonato Mundial Wélter del CMLL, y más recientemente, el Campeonato Mundial Wélter de la NWA.

## En lucha
- Movimientos finales
  - Demon Driller
  - Gedo Clutch
- Movimientos de firma
  - Boston crab
  - Double leg nelson
  - Moonsault

## Campeonatos y logros
- Comisión de Box y Lucha Libre México D.F.
  - Mexican National Trios Championship (1 vez) - con Satánico y Averno
  - Mexican National Welterweight Championship (1 vez)
- Consejo Mundial de Lucha Libre
  - CMLL World Tag Team Championship (3 veces) - con Averno
  - CMLL World Welterweight Championship (1 vez)
  - NWA World Welterweight Championship (1 vez)
- Pro Wrestling Illustrated
  - Situado en el Nº54 en los PWI 500 del 2006

## Luchas de apuestas
| Apuesta   | Ganador       | Perdedor            | Lugar                    | Fecha               |
| --------- | ------------- | ------------------- | ------------------------ | ------------------- |
| Máscara   | Astro Rey Jr. | Metálico            | México, Distrito Federal | 9 de junio de 1998  |
| Máscara   | Astro Rey Jr. | Gekko               | Hokkaidō, Japón          | 4 de agosto de 2000 |
| Cabellera | Astro Rey Jr. | Karloff Lagarde Jr. | Puebla, Puebla           | 9 de agosto de 2009 |